# Апіоніни
Апіоніни (Насіннеїди, Грушовидки) — це підродина жуків з родини Апіоніди (Apionidae).